# Mercedes-Benz Citan
Mercedes-Benz Citan är en lätt transportbil som den tyska biltillverkaren Mercedes-Benz introducerade 2012. Modellen tillverkas i samarbete med franska Renault och bortsett från detaljer som front och inredning är den identisk med Renault Kangoo.

## Mercedes-Benz W415 (2012-21)

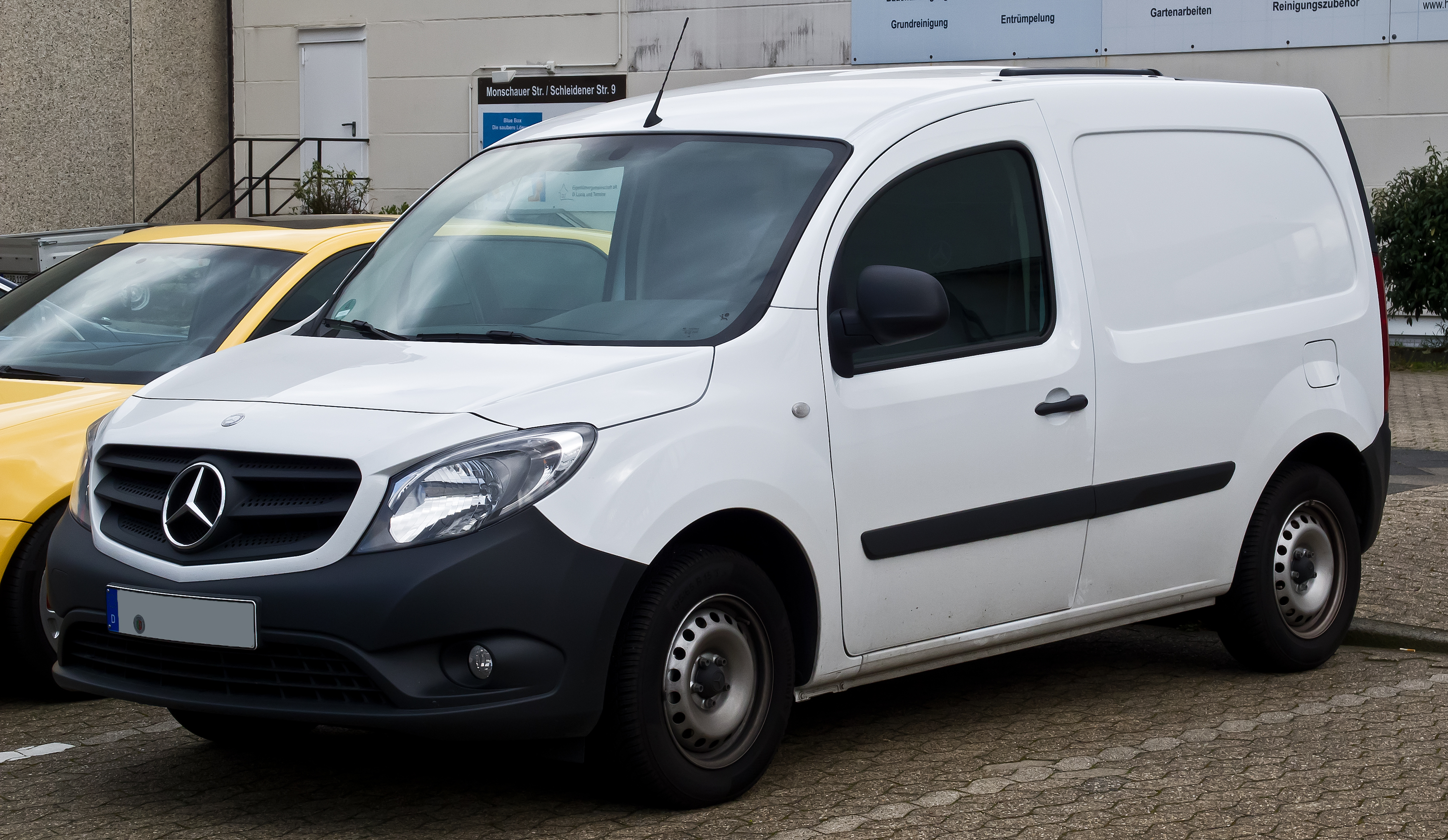
Mercedes-Benz Citan 2014

Versioner:
| Modell        | Årsmodell | Motor                      | Cylindervolym | Effekt | Bränslesystem            |
| ------------- | --------- | -------------------------- | ------------- | ------ | ------------------------ |
| Citan 112     | 2013-21   | M200: 4-cyl radmotor DOHC  | 1192 cm³      | 114 hk | Direktinsprutning, turbo |
| Citan 108 CDI | 2013-21   | OM607: 4-cyl radmotor DOHC | 1461 cm³      | 75 hk  | Common rail turbodiesel  |
| Citan 109 CDI | 2013-21   | OM607: 4-cyl radmotor DOHC | 1461 cm³      | 90 hk  | Common rail turbodiesel  |
| Citan 111 CDI | 2013-21   | OM607: 4-cyl radmotor DOHC | 1461 cm³      | 110 hk | Common rail turbodiesel  |

## Mercedes-Benz W420 (2021- )

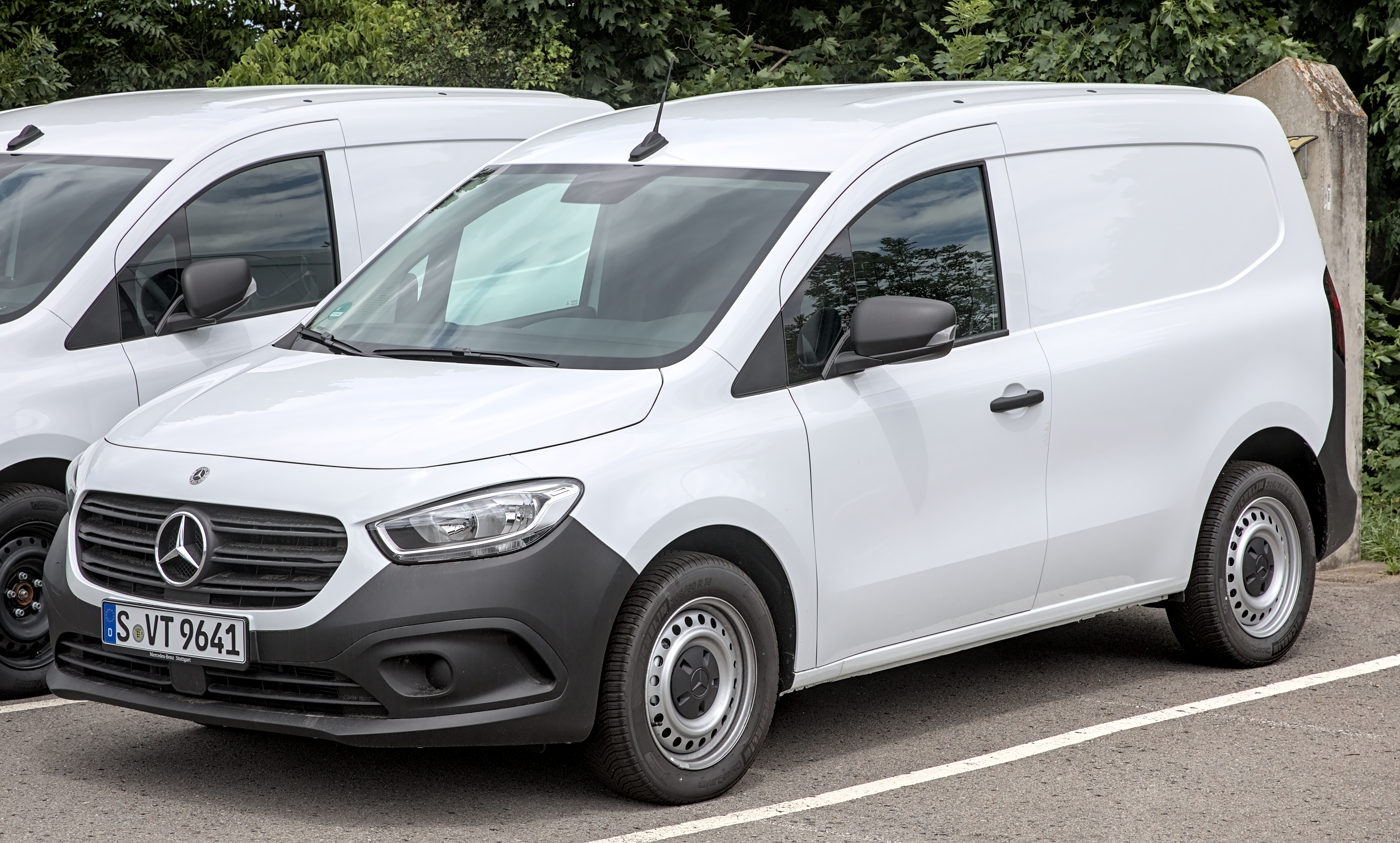
Mercedes-Benz Citan 2022

Versioner:
| Modell        | Årsmodell | Motor                      | Cylindervolym | Effekt | Bränslesystem            |
| ------------- | --------- | -------------------------- | ------------- | ------ | ------------------------ |
| Citan 110     | 2022-     | M200: 4-cyl radmotor DOHC  | 1332 cm³      | 102 hk | Direktinsprutning, turbo |
| Citan 113     | 2022-     | M200: 4-cyl radmotor DOHC  | 1332 cm³      | 131 hk | Direktinsprutning, turbo |
| Citan 108 CDI | 2022-     | OM608: 4-cyl radmotor DOHC | 1461 cm³      | 75 hk  | Common rail turbodiesel  |
| Citan 110 CDI | 2022-     | OM608: 4-cyl radmotor DOHC | 1461 cm³      | 95 hk  | Common rail turbodiesel  |
| Citan 112 CDI | 2022      | OM608: 4-cyl radmotor DOHC | 1461 cm³      | 116 hk | Common rail turbodiesel  |